# بانيني (شطيرة)
بانيني (بالإيطالية: panini)‏ وتعني ("لفافة الخبز")، هي شطيرة مصنوعة من الخبز الإيطالي، تقدم بالعادة ساخنة سواء كانت مشوية أو مخبوزة.
في الكثير من البلدان الناطقة بالإنجليزية، يطلقون اسم بانيني على الشطائر المشوية والمصنوعة من أي نوع من أنواع الخبز. ومن أمثلة أنواع الخبز المستخدمة في البانيني الحديث الخبز الفرنسي، والسياباتا والفوكاتشيا والميكيتا. يتم تقطيع الخبز بشكل أفقي ويملأ بمكونات الداليكتاسن كالجبن واللحم، والمرتديلا، والسلامي، أو غيرها من الأطعمة، وتقدم في أغلب الأحيان ساخنة بعد الضغط عليها بمحمصة الشطائر.